# Orquesta Típica Victor
L'Orquesta Típica Victor fu un'orchestra tipica di musica tanguera che venne fondata nel 1925 e terminò l'attività nel 1944.

## Biografia
Verso la metà degli anni venti, i dirigenti della casa discografica Victor decisero di creare un'orchestra che rappresentasse la società e si rivolsero ad Adolfo Carabelli, un pianista classico che non aveva ancora inciso nessun tango.

Carabelli fu quindi assunto dalla società Victor come direttore musicale e responsabile della creazione di una orchestra di tango.
L'orchestra che venne creata era una orchestra "invisibile": non suonò mai in pubblico ma nella sua lunga storia lasciò registrazioni di alta qualità e perfezione.
I primi componenti furono scelti da Carabelli: i bandoneonista Luis Petrucelli, Nicolás Primiani e Ciriaco Ortiz; i Violinisti Manlio Francia, Agesilao Ferrazzano ed Eugenio Romano; al pianoforte Vicente Gorrese e al contrabbasso Humberto Constanzo.
Con questa formazione l'orchestra debuttò il 9 novembre 1925 con "Olvido", di Ángel D'Agostino, e "Sarandí" di Juan Baüer.
Negli anni seguenti la composizione dell'orchestra cambiò frequentemente, ma sempre comprendendo artisti di un livello eccellente come i bandoneonisti Federico Scorticati, Carlos Marcucci e Pedro Laurenz; Orlando Carabelli, fratello del direttore, e Nerón Ferrazzano al contrabbasso; i violinisti Antonio Buglione, Eduardo Armani ed Eugenio Nobile.
In alcune occasioni intervennero anche Cayetano Puglisi, Alfredo De Franco e Aníbal Troilo.
Alcuni anni più tardi la casa discografica si rese conto che, anche per motivi commerciali, una sola orchestra non era più sufficiente. Si formarono così un certo numero di altre orchestre quali l'"Orquesta Victor Popular", l'"Orquesta Típica Los Provincianos" diretta da Ciriaco Ortiz, la "Orquesta Radio Victor Argentina" diretta da Mario Maurano, la "Orquesta Argentina Victor", la "Orquesta Victor Internacional", il "Cuarteto Victor" (che comprendeva i chitarristi Cayetano Puglisi, Antonio Rossi, Ciriaco Ortiz e Francisco Pracánico) e l'eccellente "Trío Victor", con il violinista Elvino Vardaro e i chitarristi Oscar Alemán e Gastón Bueno Lobo.
In ogni caso l'elevata professionalità dei musicisti fece sì che la produzione dell'Orquesta Típica Victor fosse sempre di una qualità di altissimo livello sino alla fine degli anni trenta.

Negli anni successivi il repertorio dell'orchestra si adeguò maggiormente alla richiesta del pubblico divenendo più commerciale e la qualità diminuì pur rimanendo a un livello abbastanza elevato.
In 1936 la direzione fu affidata al bandoneonista Federico Scorticati, e le sue prime registrazioni furono "Cansancio" (di Federico Scorticati e Manuel Meaños) e "Amargura (di Carlos Gardel e Alfredo Le Pera), cantato da Héctor Palacios.
Nel 1943 l'orchestra passa sotto la direzione del pianista Mario Maurano, e il 2 settembre incise i tanghi "Nene caprichoso" e "Tranquilo viejo, tranquilo" (entrambi di Francisco Canaro e Ivo Pelay), con la voce di Ortega del Cerro.
Il 9 maggio 1944 vennero realizzate le ultime incisioni con la denominazione "Orquesta Típica Victor": i vals "Uno que ha sido marino" (di Ulloa Díaz) e il popolare "Sobre las olas" (di Juventino Rosas), entrambi cantati dal duo Jaime Moreno e Lito Bayardo.
Secondo la discografia di Nicolás Lefcovich, le incisioni furono 444 ma a questo numero vanno aggiunte parecchie incisioni di versioni con differenti interpreti.

Nel corso degli anni, nelle etichette dei dischi l'orchestra era anche nominata come "Orchestra Typica Victor", "Orquesta Tipica RCA Victor".
Anche se la Victor fu una orchestra fondamentalmente "tanguera", incise numerosi altri ritmi: oltre quaranta ranchera e altrettanti vals, oltre a foxtrot e poche milonghe finché nel 1944, quando il tango era ormai diffusissimo e altrettanto numerose erano le orchestre di tango, il marchio decise di chiudere l'Orquesta Victor.

## Formazione iniziale
- Luis Petrucelli, Nicolás Primiani, Ciriaco Ortiz (Bandoneón)
- Manlio Francia, Agesilao Ferrazzano, Eugenio Romano (Violini)
- Vicente Gorrese (pianoforte)
- Humberto Constanzo  (contrabbasso)